# 刺儿菜属
刺儿菜属（学名：Cephalanoplos）是菊科下的一个属，为多年生、直立草本植物。该属分布于地中海地区至东亚。

## 下属物种
- 大刺儿菜 Cephalanoplos setosum (Willd.) Kitam.